# Nyamekye Awortwie-Grant
Louis Nyamekye Awortwie-Grant (* 7. August 2000 in Tübingen) ist ein deutscher Fußballspieler. 

## Karriere
Nyamekye Awortwie-Grant begann in der Jugend des TV Derendingen mit dem Fußballspielen. Anschließend durchlief er diverse Jugendmannschaften des SSV Reutlingen 05 sowie der TSG Balingen.
In der Saison 2019/20 konnte der Innenverteidiger beim VfB Neckarrems seine ersten Einsätze im Herrenbereich in der Verbandsliga Württemberg verzeichnen. Ein Jahr später wechselte er innerhalb der Liga zum VfL Pfullingen, wo er in 6 Spielen zum Einsatz kam und ein Tor erzielte. In der darauffolgenden Saison 2021/22 bestritt Awortwie-Grant für Pfullingen 33 Partien und traf dreimal.
Zur Saison 2022/23 schloss Awortwie-Grant sich der TSG Balingen in der Regionalliga Südwest an, in seinen zwei Spielzeiten für die Balinger kam er 25-mal zum Einsatz und schoss ein Tor. Im Sommer 2024 unterschrieb Awortwie-Grant bei den Stuttgarter Kickers in der Regionalliga Südwest und wurde Stammspieler.
Seit der Saison 2025/26 steht Awortwie-Grant beim FC Energie Cottbus in der 3. Liga unter Vertrag.